# Sebastian Castro-Tello
Sebastian Castro-Tello, född 14 mars 1987 i Tensta, är en svensk före detta fotbollsspelare av chilensk härkomst. Under sin karriär spelade han både som offensiv mittfältare och anfallare.

## Karriär
Castro-Tellos moderklubb är Norsborgs IF. År 1998 gick han över till Hammarby IF. 
Efter en dryg säsong i talanglaget Hammarby TFF tog han under 2006 steget upp till A-laget där han gjorde fyra inhopp under sin första säsong.
Säsongen 2007 etablerade sig Castro-Tello i Hammarbys A-trupp och de kommande åren var han ofta ordinarie ordinarie i startelvan. Han nominerades till "årets nykomling" vid Fotbollsgalan 2007, ett pris som senare gick till Gefle IF:s Johan Oremo.
2010, när Hammarby för första gången spelade i Superettan, tog Sebastian ett stort kliv i utvecklingen och blev lagets näst bäste målskytt, efter Linus Hallenius med åtta mål i serien. Han gjorde även sex mål i Svenska Cupen, varav tre på straff, där Hammarby tog silver efter finalförlusten mot Helsingborgs IF med 0-1 hemma på ett fullsatt Söderstadion.
Castro-Tello har också spelat i Royal League och han gjorde då sitt första mål i Hammarby IF:s A-lagstrupp mot danska Brøndby IF.
I slutet av juli 2013 lånade Hammarby ut Castro-Tello till Ravan Baku i Azerbajdzjan. Castro-Tello vantrivdes i klubben och återvände till Sverige innan låneavtalet var över.
Den 19 januari 2014 skrev han på ett tvåårskontrakt med Degerfors IF. Efter en lyckosam säsong, där han gjorde 7 mål på 27 matcher i Superettan, bröt han sitt kontrakt med klubben tidigt under 2015 på grund av hemlängtan.
Inför säsongen 2015 skrev han på för division 2-klubben Nacka FF. Under de kommande åren representerade han senare diverse klubbar från Stockholmsområdet på lägre nivå, varför hans professionella karriär från och med 2017 i praktiken har avslutats.

## Meriter
- U21-landslagsspelare
- Nominerad till "årets nykomling" vid Fotbollsgalan 2007